# The Dark Secret Saga
La saga "The Dark Secret" (El Secreto Oscuro) es una historia de fantasía escrita por la banda italiana Rhapsody of Fire. La historia es una secuela de la saga de Emerald Sword y tiene lugar pocos años después de los acontecimientos de la saga de Emerald Sword. Hasta ahora, cinco partes de la historia han sido liberados, se separaron en cuatro CD y un EP. El disco de conclusión de la saga fue publicado en junio de 2011.
- Symphony Of Enchanted Lands II: The Dark Secret

- Triumph Or Agony

- The Frozen Tears of Angels

- The Cold Embrace of Fear, A Dark Romantic Symphony

- From Chaos to Eternity

## Symphony of Enchanted Lands II: The Dark Secret
Symphony of Enchanted Lands II: The Dark Secret es el comienzo de la saga. Se nos presenta la historia de "los siete libros negros", escritos por Nekron, hijo del Dios del infierno Kron. Los libros, fueron escritos con la sangre de los ángeles y después pasaron a ser indestructibles, para contar una parte de una profecía conocida como "El secreto oscuro". La profecía que un día despertaría a los siete demonios que abrirían las puertas del infierno, liberando todo tipo de monstruos de otros tiempos, vivos y muertos. Nekron entonces volvería a nacer para reinar de nuevo en el nombre profano del caos cósmico, "Y esta vez, seria el gobernante supremo." 
Una búsqueda de los libros se llevó a cabo. A través de las edades, seis de los libros se encontraron, sin embargo, el séptimo libro, que contiene los secretos sobre cómo resucitar Nekron, permaneció sin descubrir. Aun así, todavía había esperanza. Después de que se descubrieron los libros, un ángel llamado Erian tuvo una visión en donde los dioses de la Luz Cósmica le dijeron cómo detener la profecía. Erian entonces escribió, con su propia sangre, el Libro Blanco, que reveló cómo detener la profecía. El libro representa una amenaza para la profecía infernal y resurrección de Nekron y, luego, en la era de la Luna Roja, 3000 años antes, los Señores de las tierras oscuras ganaron su batalla contra el Ejército de los Llanos nórdicos y encontraron el Libro Místico Erian en Ainor de paredes sagradas. El libro fue escondido en las tierras oscuras, en un lugar conocido solo por los asistentes del maestro de la Orden Negra. 
Había una esperanza, sin embargo, que el libro negro sesiones, revelando una pista de dónde el Libro Blanco de Erian se escondía, y así la Orden del Dragón Blanco, una orden dedicada a proteger a las tierras encantadas de las Tierras oscuras, fue fundado. Un hombre llamado Iras Algor quería llevar a la búsqueda del séptimo libro negro. Sin embargo, nadie sabía de una manera de ir por las tierras oscuras. Iras Algor a continuación, recordó que Aresius le había dicho de la búsqueda de Dargor. Seguramente él conocía el camino. No hubo muchas objeciones a esto, pero Dargor era su única esperanza, y así Iras Algor, el héroe Khaas, la princesa Lothen y el rey Tarish de los elfos, liderados por Dargor, se propusieron encontrar el séptimo libro negro escondido en las cuevas de Dar- Kunor. Ellos tomaron el paso de Erloria, la manera más segura de llegar a las montañas grises. Al principio el viaje estaba lleno de visiones maravillosas, en las tierras de los Dragones encontraron una gran cantidad de criaturas encantadoras. Pero después de diez días este espectáculo había terminado y, cuando finalmente llegaron a las cataratas de Erloria, la luz del sol había terminado. 
Ahora estaban cerca de las montañas grises. El camino estaba lleno de rocas, el aire era frío, pero Dargor podía guiarlos a través de todos estos peligros. También tuvieron que esconderse de la Orden Negra, los soldados de Nekron. Esa noche, en una visión mágica, el padre de Dargor, Vankar, se le apareció al héroe. Recordó a Dargor que era un medio demonio, y ahora él era un traidor. Dargor lo enfrentó, aun cuando sabía que era la verdad. 
Entonces, Iras los llevó a las montañas de Erinor, el paso sólo se concede a los hombres en las llanuras de las Tierras oscuras. Cuando llegaron a Hargor, ya era hora de Tarish, el rey elfo, para encontrar un camino a través de las cavernas hasta la entrada de Dar Kunor. El viaje era peligroso, pero Dargor los protegía esos dos días. Finalmente se vio en el pantano negro y el mal, no mintió el pasaje entre las serpientes y lodo infernal. Vieron el río Dar Kunor. Tarish sabía que la única manera era a través del agua de hielo negro. Se sumergió en los pantanos y pronto desapareció. Pero pronto regresó, con una buena noticia: había encontrado la entrada a Dar Kunor. 
Symphony of Enchanted Lands II termina aquí, con los héroes de tomar un breve descanso en las Montañas Grises antes de entrar en Dar Kunor.

## Triumph Or Agony
Triumph Or Agony (Triunfo o Agonía) , la segunda parte de la saga, describe la travesía de Khaas, la princesa Lothen, Tarish, Dargor e Iras Algor través de las cuevas de Dar-Kunor. Da un poco de historia en la tierra de Hargor y cómo fue originalmente Irith, habitado por elfos, antes de Nekron se levantó y se lo llevó. También cuenta la historia de la creación de la Espada Esmeralda y su sellado detrás de las puertas. En la segunda canción-pasado, los viajes de grupo en Dar-Kunor. Se detuvo en una amplia brecha sobre un río de color rojo, pero Iras descubre que el nombre de Nekron es la clave - las letras de su nombre se corresponden con diferentes números en el alfabeto Nekranos, alineado con el arreglo de la Geometría Negra, que cruzan en un puente invisible. 
Encuentran el libro, pero al tomarlo del pedestal causa que salgan manos de carne podrida de la tierra. El grupo huye, tratando de escapar, sin embargo, llegan al río de nuevo. Esta vez, no tienen tiempo para resolver el enigma de nuevo, y así, se lanzan al río, con el razonamiento de que cualquier muerte es mejor que la que les esperaba a manos de los demonios detrás de ellos. Por suerte, al final todos ellos escapan con el libro negro. Luego, en Orin, la ciudad de los muros grises, los recibe Hanos, uno de los reyes sabios que creían en el plan de la orden para salvar el mundo conocido. Después de un largo descanso, comenzaron su largo viaje de regreso a casa. Era el momento de abrir el séptimo libro negro.

## The Frozen Tears of Angels
The Frozen Tears of Angels (Las Lágrimas Congeladas de los Ángeles) fue puesto en venta cuatro años después de Triumph Or Agony. Los héroes regresaron a Elgard, donde se escondió el libro que descubrieron en una de las cámaras secretas. Sin embargo, el libro trajo con él los siniestro lamentos de los condenados. Mientras tanto, la Orden Negra se estaba organizando. Después de estudiar el libro, Iras y los otros se dieron cuenta del hecho de que el libro de Erian no era sólo una leyenda, y había que buscarlo en un lugar desconocido situado entre las montañas blancas en las tierras del norte. Se tenía que encontrar el libro para comprender plenamente la profecía de Nekron y para detenerlo. Para encontrarlo, Iras, Dargor, Khaas, lothen, Tarish y cabalgaron hasta la ciudad de Ainor. En la torre más alta de su fortaleza, los héroes se encontraron entre miles de libros. Después de un largo estudio, se dieron cuenta del nombre de Har-Kuun, una fortaleza utilizada por Nekron en el pasado, que se encuentra en algún lugar cerca de Nair-Kaan, la montaña sagrada en el norte. Esta fortaleza fue la supuesta localización del libro de Erian. Los héroes tenían que viajar a un mundo, donde incluso las lágrimas de los ángeles no pueden ser otra cosa sino congeladas.

## The Cold Embrace of Fear - A Dark Romantic Symphony
The Cold Embrace of Fear - A Dark Romantic Symphony (El Frío Abrazo del Miedo - Una Oscura Sinfonía Romántica) fue publicado en 2010, 4 meses después de The Frozen Tears Of Angels.
Khaas, Iras, Dargor, Lothen y Tarish recorren un largo viaje a las congeladas tierras del Norte, a las fronteras del mundo conocido, enfrentándose a obstáculos naturales y a los demonios internos que yacen en las profundidades de sus consciencias. Ellos llegan a la antigua gótica fortaleza de Har-Kuun, un verdadero monumento del mal atrapado entre hielo y nieve, el místico lugar en donde finalmente podrán encontrar el libro de Erian - el libro de los ángeles - la única posibilidad de entender el secreto oscuro que amenaza al mundo entero.
Luego de recorrer un laberinto sinfín lleno de pesadillas horripilantes, logran encontrar el legendario Libro Blanco, cuidado por un dragón negro hecho de piedra. Tarish traiciona a los héroes y dice que el libro le pertenece a la Orden Oscura. Khaas y Dargor lo atacan, y al final Dargor logra asesinar al Rey Elfo, pero antes de morir este se las arregla para arrancar unas páginas del libro de Erian. Los héroes viajan de vuelta al pueblo de Nairen, hogar de los pequeños elfos para descansar. Iras, una vez sanado por la magia de los elfos, puede examinar el Libro Blanco, pero no se esperaba aquello que descubrió. Las palabras de Erian no solo eran completamente claras, sino que también trágicas y proféticas. Una revelación de los ángeles.

## From Chaos To Eternity
Este álbum marca el final tanto de la Saga del Secreto Oscuro, como de Las Crónicas de Algalord. En el quinto y último capítulo, se narra cómo durante la última de las guerras primordiales entre los cielos y el infierno, Thanor un poderoso dragón negro traicionó a su amo Nekron, diciéndole a los ángeles donde se encontraba, por lo que Nekron al enterarse de la traición, torturó brutalmente a Thanor y le arrancó sus ojos y los convirtió en dos joyas, llamadas Aelin y Mornir, mismas que fueron dispersadas en el mundo conocido por los ángeles, luego de enviar al demonio Nekron al infierno.
Y fue así como, gracias a las palabras santas del libro de Erian, Dargor y sus nuevos amigos de La Orden Del Dragón Blanco, se enteraron de que era su tarea encontrar esas dos joyas, para despertar al dragón Thanor que según la leyenda se enfrentaría a Nekron, para cobrar venganza de una vez por todas, todo esto mucho antes del séptimo eclipse, ya que el libro de Erian advertía que en la noche del séptimo eclipse, los siete demonios, antiguos generales de Nekron, quienes fueron convertidos en piedra, despertarían para abrir las puertas del infierno y así liberar a Nekron. 
Escuchando a lo lejos los cuernos de guerra, Dargor, Iras y los demás buscaban los ojos de Thanor, una jornada que costó la vida de Khaas y la de Pask-Ur, el caballo de Dargor, dos vidas a cambio de dos joyas de esperanza, reliquias que fueron llevadas por nuestros héroes a Har-Kuun, para colocarlas en los espacios vacíos del rostro de Thanor. Entonces, el instante mismo del séptimo eclipse, el dragón negro despertó y velozmente voló a enfrentarse con seis demonios, pues al séptimo y al más poderoso de ellos, Koras, lo enfrentó Etherus, el gran maestro de la Orden Del Dragón Blanco, quien ofrendo su vida para obtener el poder del rayo y así poder vencerlo. Al final todos los generales demonios yacieron muertos bajo los tenues rayos de la Luna, dando fin a la profecía de Nekron.
Sin más enemigos a quienes derrotar Thanor volvió a convertirse en piedra, no sin antes dejar brillar sus ojos más que nunca, iluminando con su luz a Dargor, quién al ser mitad demonio, no entendió porque lo escogieron a él para enfrentar al mal del otro mundo. Pero esa fue decisión de los dioses y los ángeles, hecho que estaba escrito en las páginas arrancadas debido a la traición de Tarish. Dargor finalmente aceptó su destino, y al cruzar la puerta del más allá dejó atrás su cuerpo mortal y a sus amigos, pues el Espíritu de Erian inundo su alma para convertirlo en una divinidad, en un Dios de la Luz Cósmica, que se dirigió a enfrentar al mal del otro mundo.
Y así, con las últimas palabras escritas por Iras, exaltando el valor de Dargor, el poderoso señor de las sombras y amo de la montaña negra, es como Las Crónicas de Algalord terminan.

## Traducción al español
Desde el año 2005 varios fanáticos del Foro Oficial de Rhapsody Of Fire, incluyendo al poeta Jaherus, empezaron la traducción al español de la Saga del Secreto Oscuro, que fue terminada dos meses después de la salida del álbum From Chaos to Eternity e incluye no sólo la letra de cada canción, sino también todos los capítulos de la saga misma. Hoy en día esta transcripción enteramente publica, puede encontrar en el Foro Oficial De Rhapsody o en el Google Drive de Jaherus:
- Foro Oficial De Rhapsody - Traducción de "The Dark Secret Saga" al español
- Google Drive Traducción en pdf de The Dark Secret Saga

- Datos: Q3702736